# Mark Haddon
Mark Haddon (Northampton, 1962. szeptember 26. –) angol író, költő, forgatókönyv- és hangjátékíró.

## Írói pályája
Az oxfordi Merton College-ben szerzett diplomát angol nyelvből és irodalomból. 2003-ban írta A kutya különös esete az éjszakában című könyvét, ami még abban az évben elnyerte a Whitbread Book of the Year díjat, 2004-ben pedig a Nemzetközösségi Írók Díját a Legjobb elsőkönyves író kategóriában. A történetet egy 15 éves autista fiú szemszögéből meséli el. Azonban nem derül ki, hogy az autizmus melyik fokozatában szenved a fiú. Haddon azt állította, hogy ez volt az első könyve, amit kifejezetten felnőtteknek írt. Meglepte őt, amikor a kiadó gyermek olvasóközönségnek is akarta ajánlani.
2009-ben az író kijelentette blogjában, hogy keveset tud erről a betegségről, egyáltalán nem szakértője a témának.
2006-ban jelent meg a Spot of Bother (Valami baj van) című könyve. Ifjúsági sorozatot is írt Agent Z kalandjairól.
Az önmagát keményvonalas ateistának tartó Haddon a The Observerben adott interjúban kijelentette: „Ateista vagyok, erőteljesen vallási köntösben.”

## Művei

### Ifjúsági könyvek
- Gilbert's Gobstopper (1987)
- Mikie Joy
- Toni and the Tomato Soup (1988)
- A Narrow Escape for Princess Sharon (1989)
- Agent Z Meets the Masked Crusader (1993)
- Titch Johnson, Almost World Champion (1993)
- Agent Z Goes Wild (1994)
- At Home
- At Playgroup
- In the Garden
- On Holiday
- Gridzbi Spudvetch! (1992)
- The Real Porky Phillips (1994)
- Agent Z and the Penguin from Mars (1995)
- The Sea of Tranquility (1996)
- Secret Agent Handbook
- Agent Z and the Killer Bananas (2001)
- Ocean Star Express (2001)
- The Ice Bear's Cave (2002)
- Boom! (2009)

### Felnőtteknek írt könyvei
- A kutya különös esete az éjszakában (2003)
- A Spot of Bother (2006)
- The Red House (2012)
- The Pier Falls and other stories (2016)
- The Porpoise (2019)
- Social Distance (képregényalbum, 2020)

### Versek
- The Talking Horse and the Sad Girl and the Village Under the Sea

## Magyarul megjelent művei
- A kutya különös esete az éjszakában; ford. Sóvágó Katalin; Európa, Bp., 2004
- A kutya különös esete az éjszakában; ford. Révbíró Tamás; Reader's Digest, Bp., 2004 (Reader's Digest válogatott könyvek)
- Valami baj van; ford. Elekes Dóra; Európa, Bp., 2008
- Bumm! avagy 70000 fényév; ford. Sári Júlia; Európa, Bp., 2010